# Breitenhain-Strößwitz

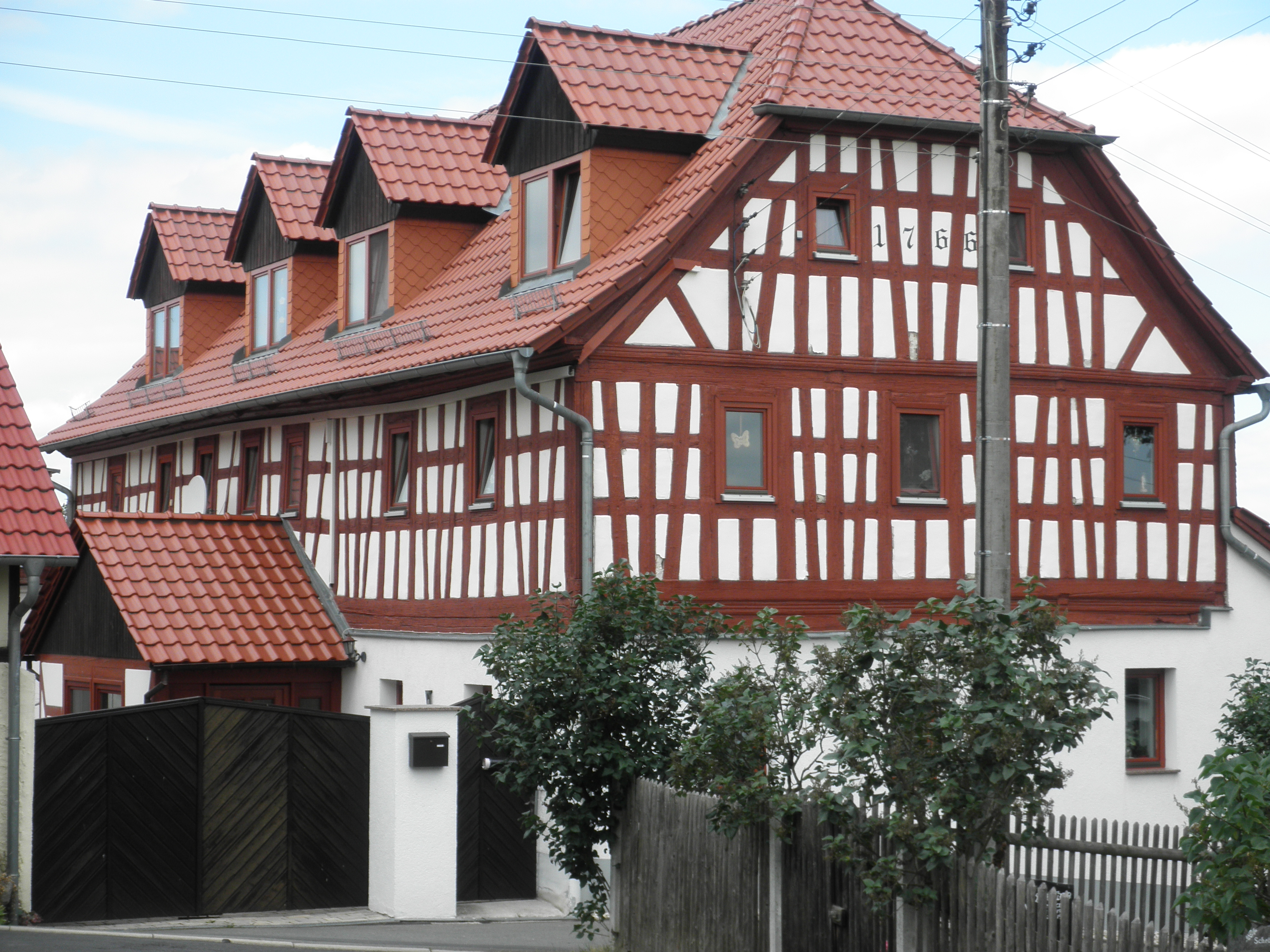
Fachwerkhaus von 1766 in Strößwitz

Breitenhain-Strößwitz ist ein Ortsteil von Neustadt an der Orla im thüringischen Saale-Orla-Kreis. Er wurde 2010 aus der ehemals selbständigen Gemeinde Breitenhain und ihrem Ortsteil Strößwitz gebildet.

## Lage
Die Umgebung von Breitenhain-Strößwitz ist sehr waldreich und landwirtschaftlich geprägt. Südlich fällt das Gebiet steil zum Tal der Orla ab, nördlich zieht sich das Bergland mit durchschnittlichen Höhen von ca. 300 bis 350 m ü. NN zum Thüringer Holzland bei Stadtroda hin. Im 12 km entfernten Triptis besteht Anschluss an die Bundesautobahn 9 (Berlin – München).
Mit der Linie 820 des Verkehrsunternehmens KomBus hat Breitenhain-Strößwitz Anschluss an die Kernstadt Neustadt an der Orla sowie an die Städte Schleiz, Stadtroda und Jena.

## Geschichte
- siehe Breitenhain und Strößwitz

Strößwitz wurde am 1. Juli 1950 nach Breitenhain eingemeindet. Am 16. Juni 1995 wurde Neustadt an der Orla die erfüllende Gemeinde von Breitenhain. Zum 1. Dezember 2010 folgte die Eingemeindung von Breitenhain als Ortsteil Breitenhain-Strößwitz nach Neustadt an der Orla.

### Einwohnerentwicklung
Entwicklung der Einwohnerzahl (Stand jeweils 31. Dezember):
| - 1994: 148 - 1995: 152 - 1996: 160 - 1997: 171 | - 1998: 177 - 1999: 174 - 2000: 170 - 2001: 167 | - 2002: 172 - 2003: 167 - 2004: 164 - 2005: 169 | - 2006: 166 - 2007: 167 - 2008: 155 - 2009: 151 |

Datenquelle: Thüringer Landesamt für Statistik